# Acronicta moesta
Acronicta moesta är en fjärilsart som beskrevs av Dyar 1904. Acronicta moesta ingår i släktet Acronicta och familjen nattflyn. Inga underarter finns listade i Catalogue of Life.